# Fundación Pasqual Maragall
La Fundación Pasqual Maragall es una fundación privada sin ánimo de lucro dedicada a la investigación científica del Alzheimer. Nació en abril de 2008 en Barcelona a raíz del compromiso público de Pasqual Maragall, exalcalde de Barcelona y ex-Presidente de la Generalidad de Cataluña, que había sido diagnosticado de esta enfermedad neurodegenerativa el año 2007. Su sede se encuentra en el Campus Ciutadella de la Universidad Pompeu Fabra, en Barcelona.
De carácter privado e independiente, la Fundación Pasqual Maragall cuenta con el apoyo económico de empresas mecenas y de una red de socios y donantes que hacen viable el proyecto, que es promover la investigación científica en el ámbito del Alzheimer, de las enfermedades neurodegenerativas relacionadas y de les neurociencias en general.
Respecto a sus órganos directivos, el Dr. Arcadi Navarro es el director, Cristina Maragall la presidenta y Pasqual Maragall el presidente de honor.

## Barcelonaβeta Brain Research Center (BBRC)
El Barcelonaβeta Brain Research Center (BBRC) es un centro de investigación dedicado a la prevención de la enfermedad del Alzheimer y al estudio de las funciones cognitivas afectadas en el envejecimiento sano y patológico. Fue creado el año 2012 por la Fundación Pasqual Maragall, con el apoyo de la Universidad Pompeu Fabra, y comparte la sede con la fundación.[cita requerida]
Inauguradas el 2016, sus instalaciones disponen de una máquina de resonancia magnética 3T de última generación dedicada exclusivamente a la investigación, y de los espacios, el personal y los equipos necesarios para llevar a cabo los ensayos clínicos de investigación en humanos.[cita requerida]
La actividad principal del centro se lleva a cabo en el Programa de Prevención del Alzheimer, liderado por el Dr. José Luis Molinuevo. El programa se centra en la fase preclínica de la enfermedad, que se caracteriza por una serie de cambios en el cerebro que pueden iniciarse hasta 20 años antes del inicio de los síntomas, y en la fase prodrómica, que se produce cuando aparecen los primeros síntomas de deterioro cognitivo, pero la persona afectada continúa siendo independiente en su día a día. El programa se estructura en dos grupos de investigación que colaboran estrechamente desde una perspectiva clínica, cognitiva, genética y de marcadores biológicos y de neuroimagen.[cita requerida]
- Estudio Alfa: Para identificar los acontecimientos fisiopatológicos precoces de la enfermedad del Alzheimer y desarrollar programas de prevención primaria y secundaria, el BBRC, conjuntamente con la Fundación Pasqual Maragall y “la Caixa”, puso en marcha el Estudio Alfa, una plataforma de investigación formada por más de 2.700 participantes sin alteraciones cognitivas, dedicada a la detección precoz y la prevención del Alzheimer. Los participantes tienen entre 45 y 71 años, y mayoritariamente son descendientes de personas con Alzheimer, de modo que la cohorte está enriquecida respecto a factores genéticos relacionados con la enfermedad.[5]
- Proyectos de investigación: El BBRC tiene en curso varios estudios y colaboraciones internacionales, mayoritariamente dedicados a la detección precoz y prevención del Alzheimer. El Estudio Alfa + , la Unidad de Investigación Clínica en Prevención de la Demencia, el Alfa Genetics, el European Prevention of Alzheimer’s Dementia (EPAD), l’Amyloid Imaging to Prevent Alzheimer’s Disease (AMYPAD) y TRIBEKA, son algunos de ellos.[6]
- Ensayos clínicos: El BBRC trabaja con la industria farmacéutica en la investigación clínica del Alzheimer con la finalidad de probar medicamentos que consigan evitar o retardar el inicio de la enfermedad. En sus instalaciones se hacen, o se han llevado a cabo, ensayos clínicos de prevención del Alzheimer con compañías como Novartis, Araclon BIotech y Janssen.[cita requerida]